# Penka Stoyanova
Pour les articles homonymes, voir Stoyanova.
Penka Stoyanova (en bulgare Пенка Стоянова), née le 21 janvier 1950 à Plovdiv et morte le 16 août 2019[réf. nécessaire], est une joueuse bulgare de basket-ball, médaillée aux Jeux olympiques d'été de 1976 et de 1980. 

## Palmarès
- Médaillée de bronze olympique 1976
- Médaillée d'argent olympique 1980
- Médaillée d'argent du championnat d'Europe de basket-ball féminin 1972
- Médaillée de bronze du championnat d'Europe de basket-ball féminin 1976